# Сывороткин, Гавриил Маркович

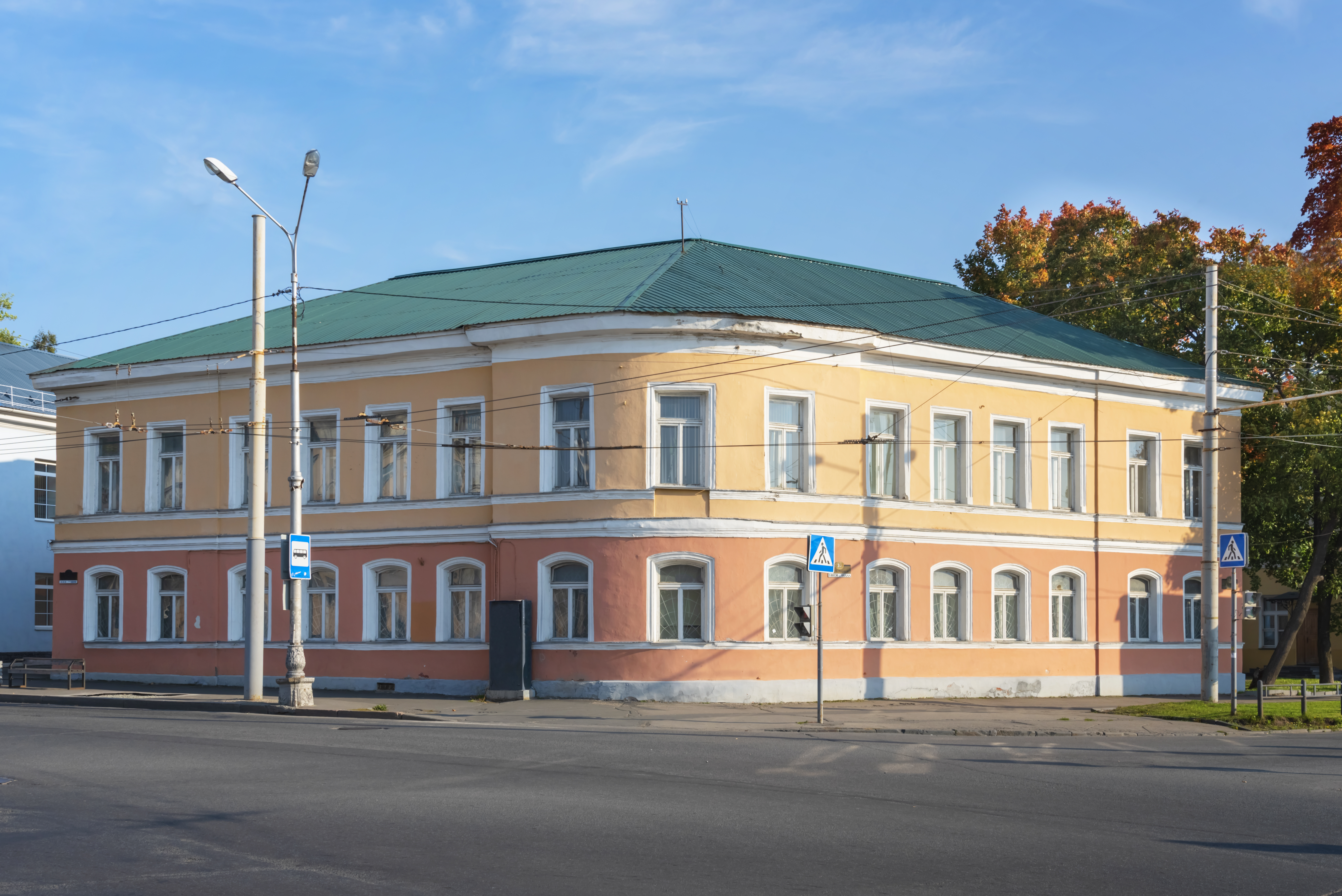
Дом Сывороткина в Петрозаводске.
(Памятник культурного наследия)

Гавриил Маркович Сывороткин (1794—1874) — российский общественный деятель, градоначальник Петрозаводска, купец.

## Биография
Родился в купеческой семье, родители были старообрядцами. Вёл крупную торговлю продовольствием, владел озёрными и речными судами, выполнял подряды для нужд Олонецких горных заводов.
В 1826—1829 годах избирался ратманом, в 1829—1832 годах — бургомистр Петрозаводского городского магистрата.
В 1835—1837, 1847—1850 и 1865—1868 годах трижды избирался городским головой Петрозаводска.
С 1852 года — директор Олонецкого губернского тюремного комитета. С 1869 года — почётный мировой судья по Петрозаводскому уезду.
С 1870 года вплоть до кончины являлся гласным Петрозаводской городской думы.
Являлся блюстителем по хозяйственной части Олонецкой духовной семинарии, входил в попечительский совет Мариинской женской гимназии.
Дважды был награждён золотой медалью «За отличие» (1859, 1867).

## Семья
Первая жена — Акелина Феофилактовна, урождённая Турыгина, вторая жена — Екатерина Фёдоровна. Сын Николай (род. 1840), дочери — Мария (1833—1875), Елизавета (род. 1836), Александра (род. 1841).